# Тарутино (Калузька область)
Тарутино (рос. Тарутино) — село в Жуковському районі Калузької області Російської Федерації.
Населення становить 496 осіб. Входить до складу муніципального утворення Село Тарутино.

## Історія
Від 2004 року входить до складу муніципального утворення Село Тарутино

## Населення
| 2002 | 2010 |
| ---- | ---- |
| 561  | ↘496 |